# Laurent Pécheux
Pour les articles homonymes, voir Pécheux.
Cet article possède un paronyme, voir Laurent Péchoux.
Laurent Pécheux, né le 17 juillet 1729 à Lyon et mort le 1er juillet 1821 à Turin, est un peintre français du XVIIIe siècle ayant passé l'essentiel de sa carrière en Italie.

## Biographie
Né à Lyon en 1729, Laurent Pécheux  y étudie au collège des jésuites. Il passe moins d'une année à Paris dans l'atelier de Charles Natoire. De retour à Lyon, il y rencontre le sculpteur Augustin Pajou et le peintre Gabriel-François Doyen rentrés en 1751. Sa famille l'envoie à Rome en 1753, Charles Natoire étant alors directeur de l'Académie de France. il entre rapidement en contact avec les deux peintres qui dominent alors l'école romaine, où commence à se faire jour le néoclassicisme :  Anton Raphaël Mengs, peintre de père danois né dans le royaume de Bohême avec lequel il créera une école de dessin, qui le conseille, et son rival l'italien Pompeo Batoni. En 1755, il travaille pour un lord écossais puis pour divers couvents et particuliers de Lyon, sa ville natale. Il est reçu à la prestigieuse Académie de Saint-Luc en 1762 et, en 1765, après s'être distingué en réalisant à Rome le portrait du père jésuite François Jacquier, il se rend à Parme pour réaliser les portraits de la famille ducale, dont celui de Marie-Louis de Parme, future reine d'Espagne. Il enseigne à l'Accademia del nudo, qui dépend de l'Accademia di San Luca à partir de 1772 jusqu'à son départ pour Turin. Portraitiste de la Cour il y fut également nommé directeur de l'Académie, travaillant notamment pour la décoration de la chapelle ducale de Colorno.
Après un bref séjour à Naples, il retourne ensuite à Rome où de grandes familles de l'aristocratie comme les Barberini-Colonna (la lignée mâle s'est éteinte en 1722) ou les Borghèse lui commandent des fresques pour orner leurs palais. Il se fixe finalement à Turin où, en 1776, il fut nommé directeur de l'Accademia Albertina di Belli Arti. Il en est nommé directeur et enseignera peinture. Il y fonde la section historique, réunit des plâtres copies "d'antiques" et redonne vigueur à l'institution. Dans cette ville, il exécuta les fresques de certaines salles de la Bibliothèque Royale ainsi que pour l'église San Domenico. Il passa le reste de sa carrière à Turin, y mourant en 1821. Il n'est retourné en France qu'une seule fois, en 1800. 
Portraitiste et peintre d'histoire reconnu, peignant dans un style qui s'apparente au néoclassicisme tel qu'il est élaboré en Italie dans la seconde moitié du XVIIIe siècle, il fut un peintre à la carrière riche, reconnu et apprécié, recevant des commandes d'amateurs français et de personnages importants de l'époque comme le pape Pie VI ou l'impératrice Catherine II de Russie.
En France, il a notamment peint un cycle de douze grandes toiles sur la vie du Christ à la Collégiale Notre-Dame de Dole (toujours in situ et récemment restauré), qui lui furent commandées en 1762 par l'un de ses protecteurs l'abbé Delamarre. Il reçut cette commande alors qu'il venait d'arriver à Rome et n'était pas encore connu. Il mit près de vingt ans à la réaliser (entre 1762 et 1781) depuis l'Italie sans jamais se rendre à Dole.
Beaucoup de ses œuvres sont aujourd'hui conservées par des musées italiens, notamment à Rome, Parme et Turin. En France, les musées de Dole, Dijon, Lyon et Chambéry conservent des peintures de sa main. Une première grande exposition rétrospective lui est consacré en 2012 par le musée des beaux-arts de Dole et celui de Chambéry, réhabilitant ainsi en France l'œuvre de ce peintre oublié.

## Œuvres(pour les œuvres situées à Rome, voir l'ouvrage de F. Chartrain, référence sur internet)
- Diana ed Endimione – Diane et Endymion. Accademia Nazionale di San Luca (Académie Nationale de Saint-Luc). Selon l’Accademia, vers 1761, selon la Fondazione Federico Zeri de l’Université de Bologne, vers 1753-55. Une étude de Stefania Ventra, de l’Université La Sapienza de Rome (2014), a rétabli le titre : Selena e Endimione – Séléna et Endymion. Le choix de Diane, fréquent, résulte d’une confusion : Séléna était la déesse de la pleine lune chez les Grecs (Luna pour les Romains), Artémis celle du croissant de lune, Diane chez les Romains (Il faut ajouter Hécate, déesse de la nouvelle lune, Trivia chez les Romains). Huile sur toile, cm. 63 x 48. Inv. 318. et Endymion, vers 1762.
- Chiesa di Santa Caterina da Siena (église Sainte-Catherine-de-Sienne). Catino absidiale (demi-coupole au sommet de l’abside, ou cul de four) : S. Caterina da Siena accoglie papa Gregorio XI al suo ritorno da Avignone, con Curia, il 13 gennaio 1377 – Sainte Catherine de Sienne accueille le pape Grégoire XI à son retour d’Avignon, avec la Curie, le 13 janvier 1377, (1769-1773). Il s’agit du dernier pape français.
- Galleria Borghese. Sala VI dei Gladiatori (Salle VI, des Gladiateurs). Il Concilio degli Dei – Le Concile des Dieux (intitulé donné par la Galerie), ou L’Assemblea degli dei a L’Olimpo – L’Assemblée des Dieux sur l’Olympe, où Junon verse une coupe de nectar à Thétis, 1773-1782, huile sur toile, sur la voûte, montée en 1784. Cette assemblée des dieux doit débattre sur l’engagement de la guerre contre Troie.
- Palazzo Barberini – Gallerie Nazionali di Arte Antica di Roma (Les "gallerie di Arte Antica" sont deux, avec le Palais Corsini). Autoritratto – Autoportrait, 1792, huile sur bois, cm. 61,5 x 51,5. Inv. 5030. (S’y trouverait une fresque sur un plafond : Il Padre Eterno che separa gli elementi – Le Père Éternel sépare les éléments, selon Treccani, dont je n’ai pas trouvé trace).
- Palazzo Borghese in Campo Marzio (Palais Borghese au Champ de Mars). Galleria del Cembalo, Anticamera della principessa (Antichambre de la princesse), dite Sala del Cupido (Cupidon). Fresques. Au plafond : La nozze di Amore e Psiche – La noce d’Amour et de Psyché. (sous les auspices de Giove – Jupiter). Sur les arrondis entre le plafond et les deux murs les plus longs, de chaque côté : Mercurio vola da Psiche – Mercure vole auprès de Psyché, Giove bacia Amore – Jupiter baise Amour. Ces intitulés sont ceux lus lors de la visite. Sur le site, il est indiqué en dehors du plafond : scene augurali per la nozze con Giove, Mercurio e i quattro elementi – scènes de vœux pour la noce avec Jupiter, Mercure et les quatre éléments. On lit ailleurs aussi ailleurs : Mercure messager, etc.
- Palazzo Braschi – Museo di Roma. Ritratto della marchesa Margherita Sparadani Gentili Boccapaduli – Portrait de la marquise Margherita Sparadani Gentili Boccapaduli ., 1777. Huile sur bois, environ cm. 100 x 60. Visible sur internet. La marquise (1735-1820) a été une grande voyageuse et une fois veuve, établie à Rome, elle a tenu un salon dédié à la littérature et aux sciences naturelles.
- Hercule confie Déjanire au centaure Nessus, 1762, 100 x 73, Galerie Sabauda, Turin.
- Portrait de Philippe Ier de Parme, avant 1765, huile sur toile, Parme, Galleria nazionale di Parma.
- Portrait de Marie-Louis de Parme, future reine d'Espagne, 1765, huile sur toile, 230,8 × 164,5 cm, New York, Metropolitan Museum of Art.
- Pygmalion et Galatée, 1784, huile sur toile, 132 × 107 cm, Saint-Pétersbourg, musée de l'Ermitage.

Œuvres
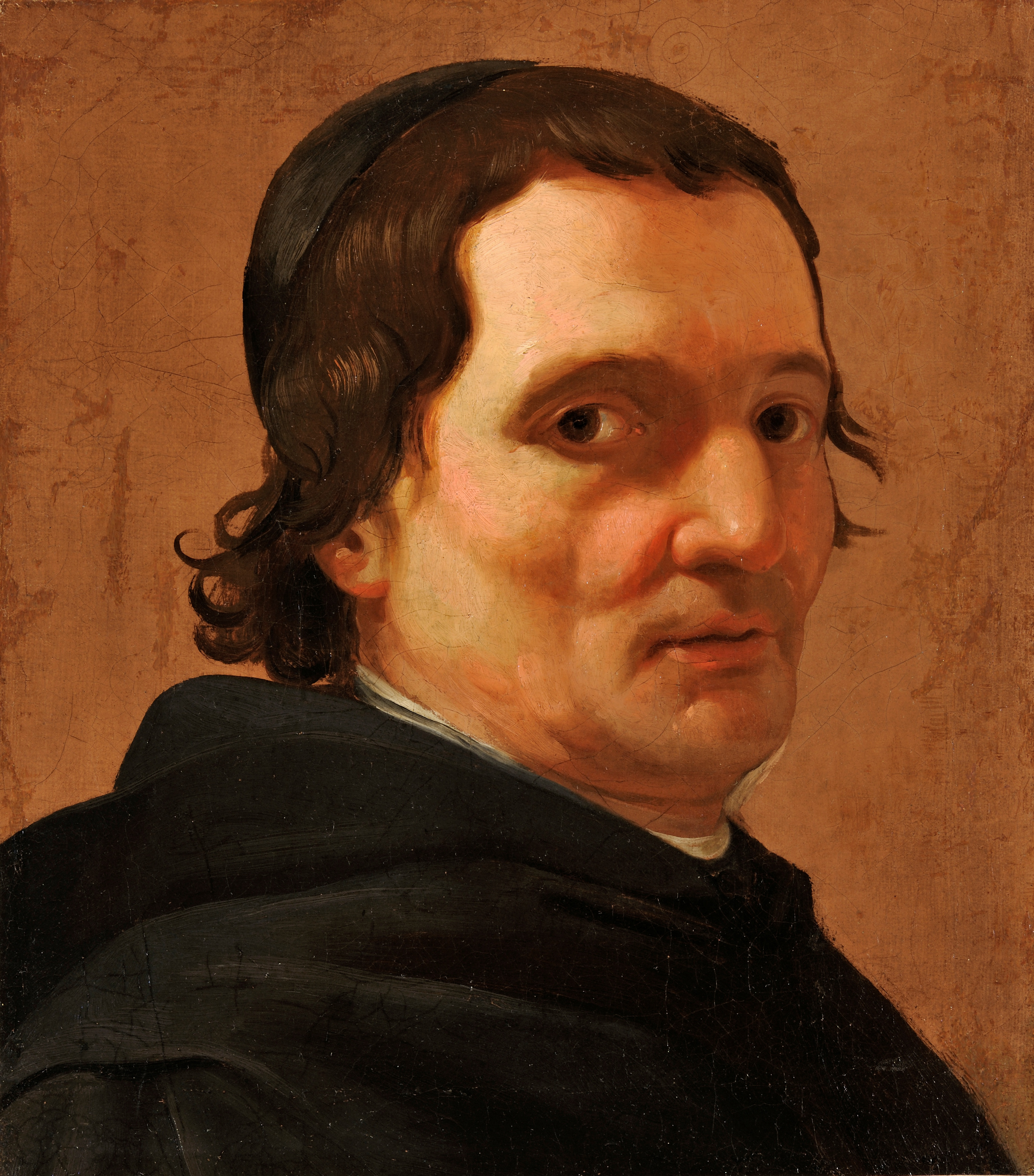
Laurent Pécheux, Portrait du père François Jacquier, 1764, collection particulière.
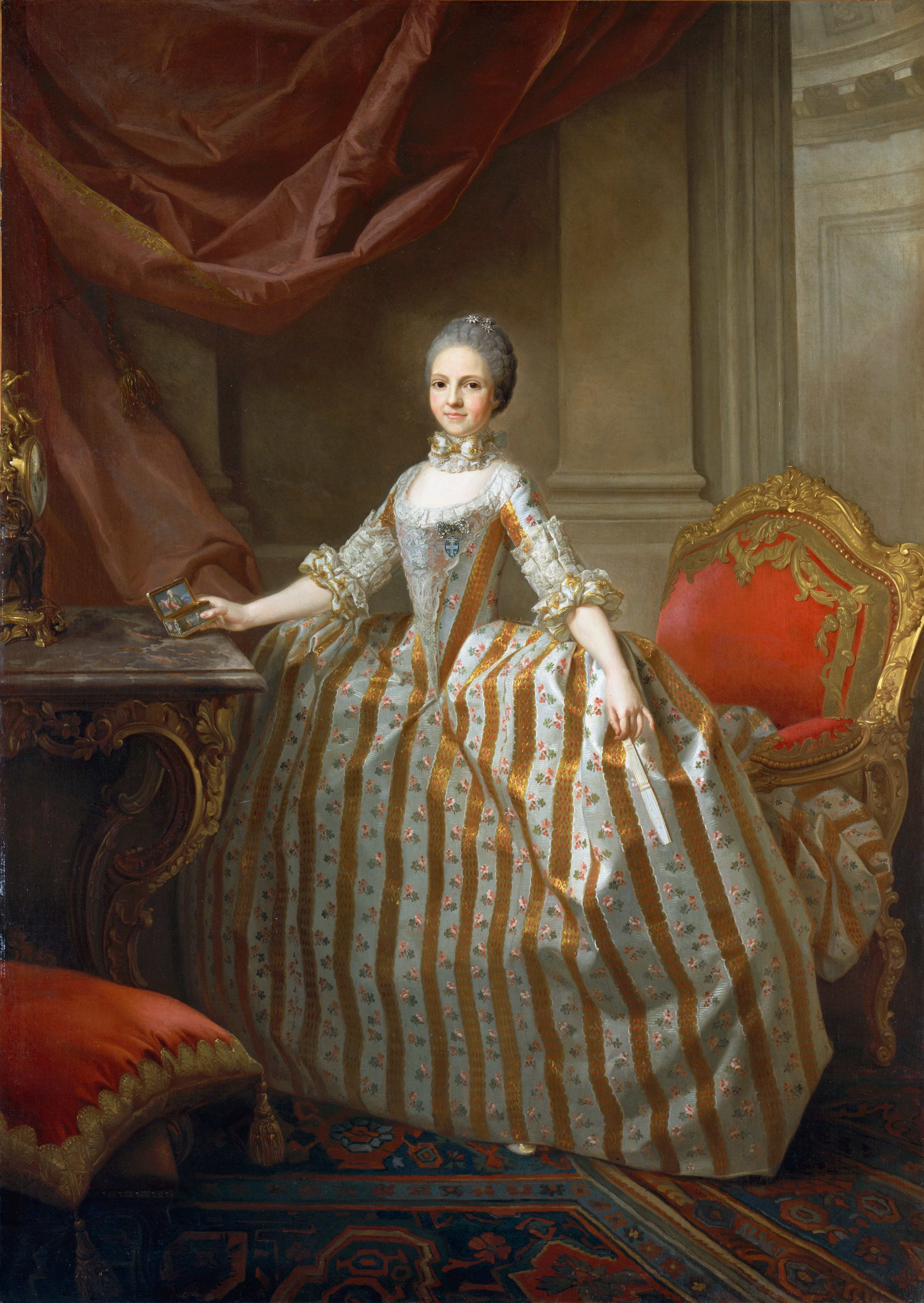
Laurent Pécheux,Portrait de Marie-Louis de Parme, future reine d'Espagne, 1765, New York, Metropolitan Museum of Art.
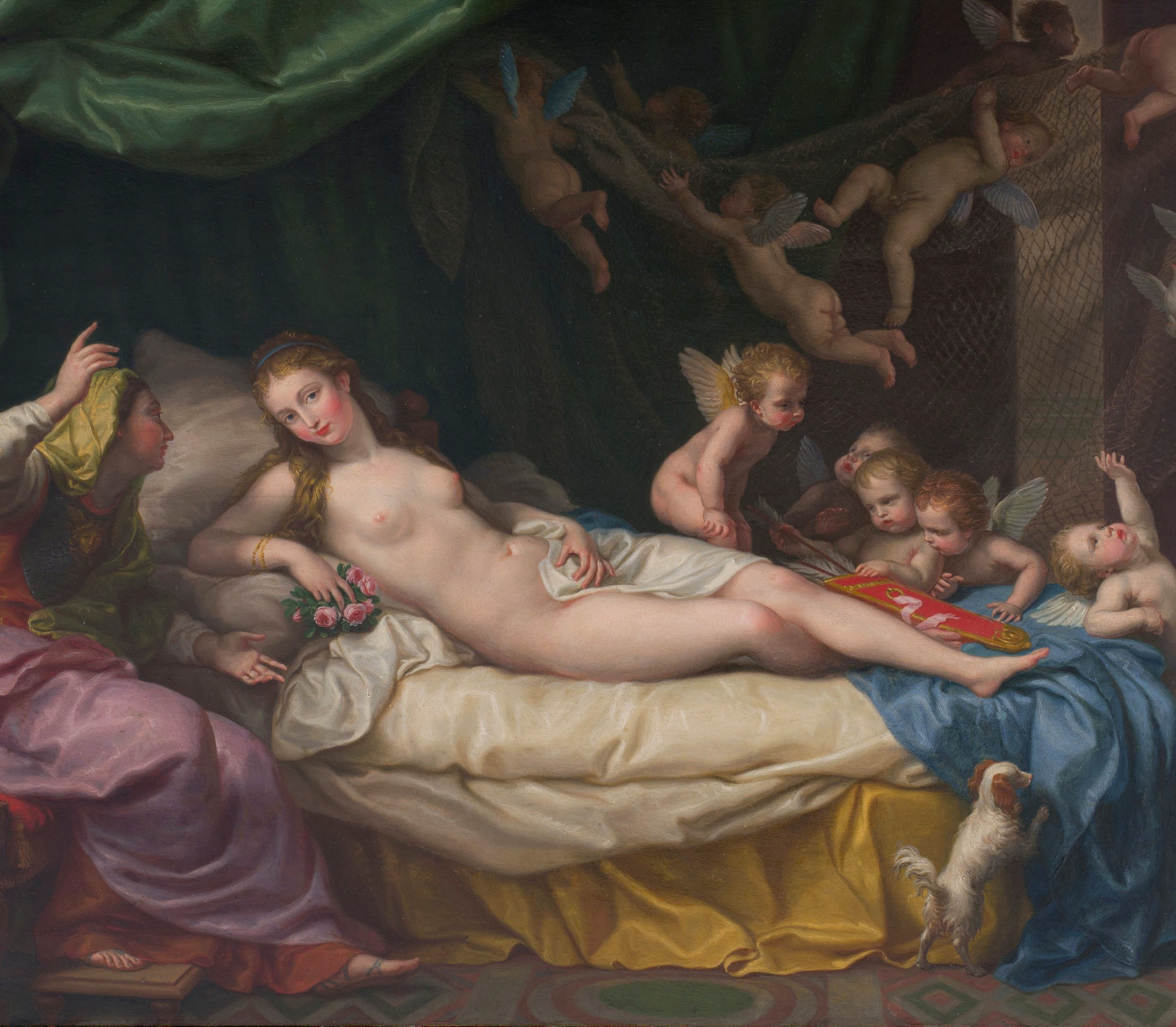
Vénus et Minerve, 1794.
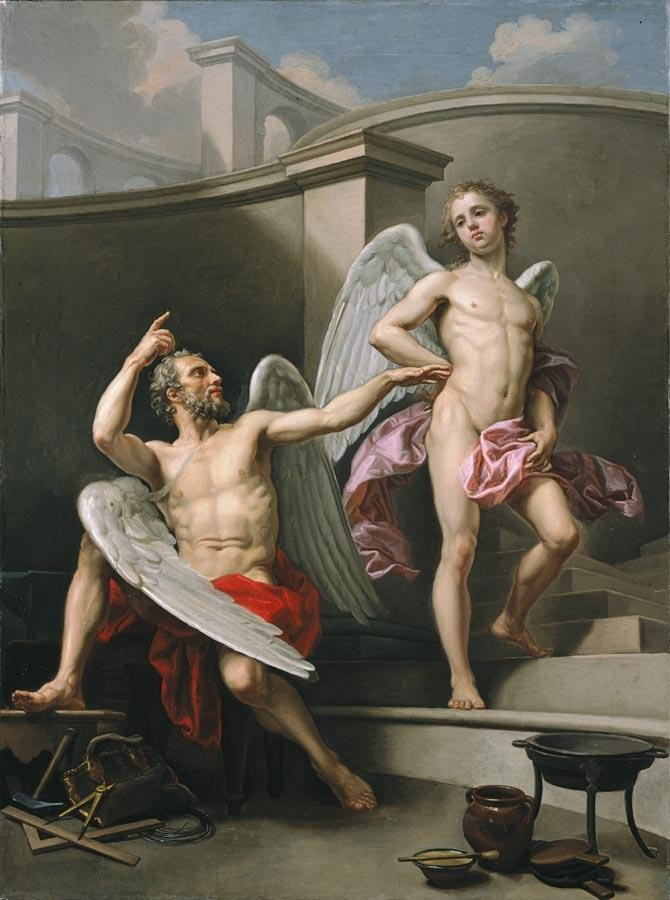
Icare.
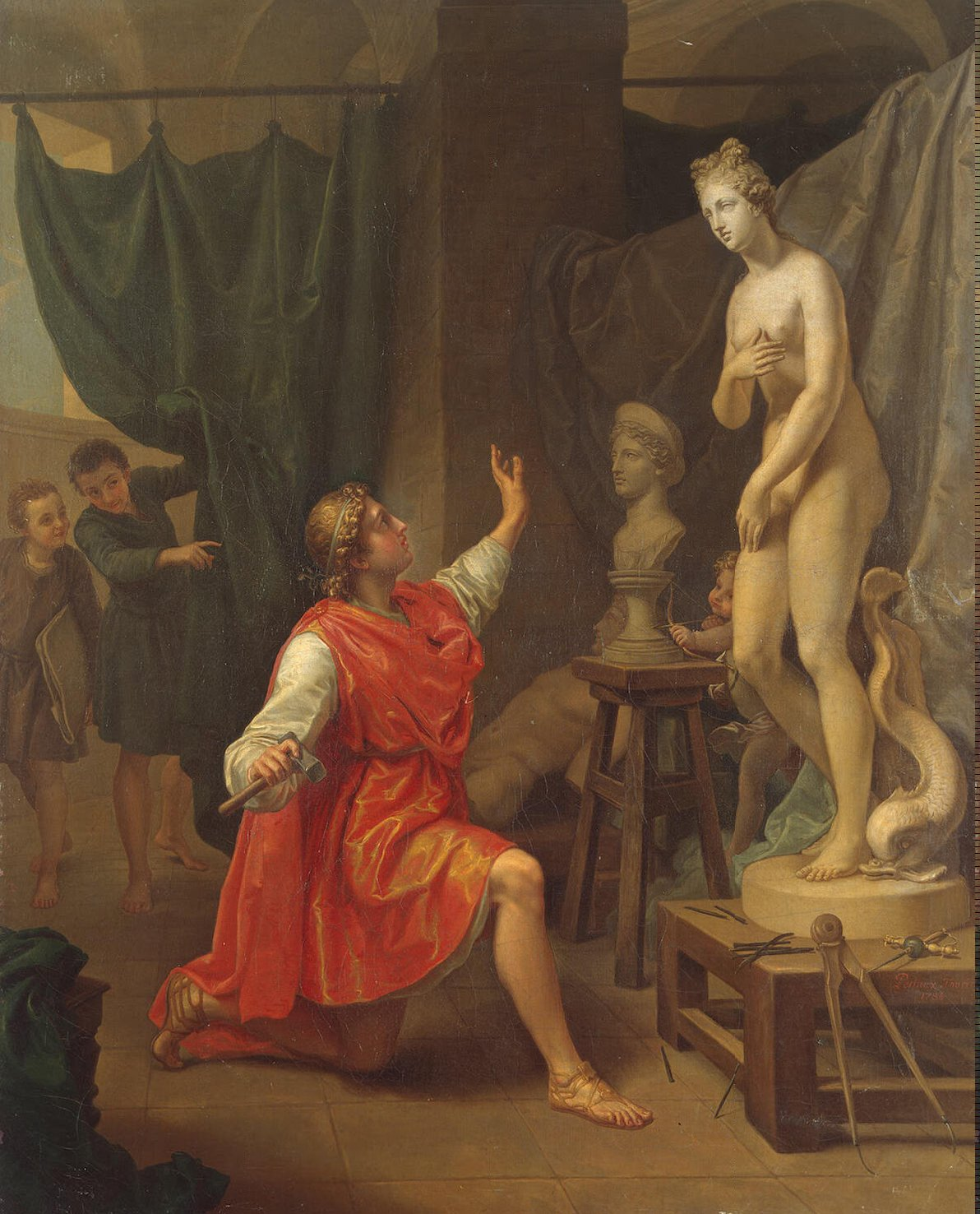
Pygmalion avec Galatée.